# Prinsenbeek
Pour les articles homonymes, voir Beek.
Prinsenbeek (anciennement, Beek) est un village situé dans la commune néerlandaise de Bréda, dans la province du Brabant-Septentrional. Le 1er janvier 2005, le village comptait 11 419 habitants.

## Histoire
Le village est d'abord appelé Beek et fait partie de la commune de Princenhage. Le 1er janvier 1942, cette commune est rattachée à la ville de Bréda, à l'exception de Beek qui est érigé en commune indépendante. Le 1er janvier 1951, la commune change de nom et s'appelle désormais Prinsenbeek. Le 1er janvier 1997, la commune de Prinsenbeek est rattachée à la commune de Bréda.